# Godlove Stein Orth

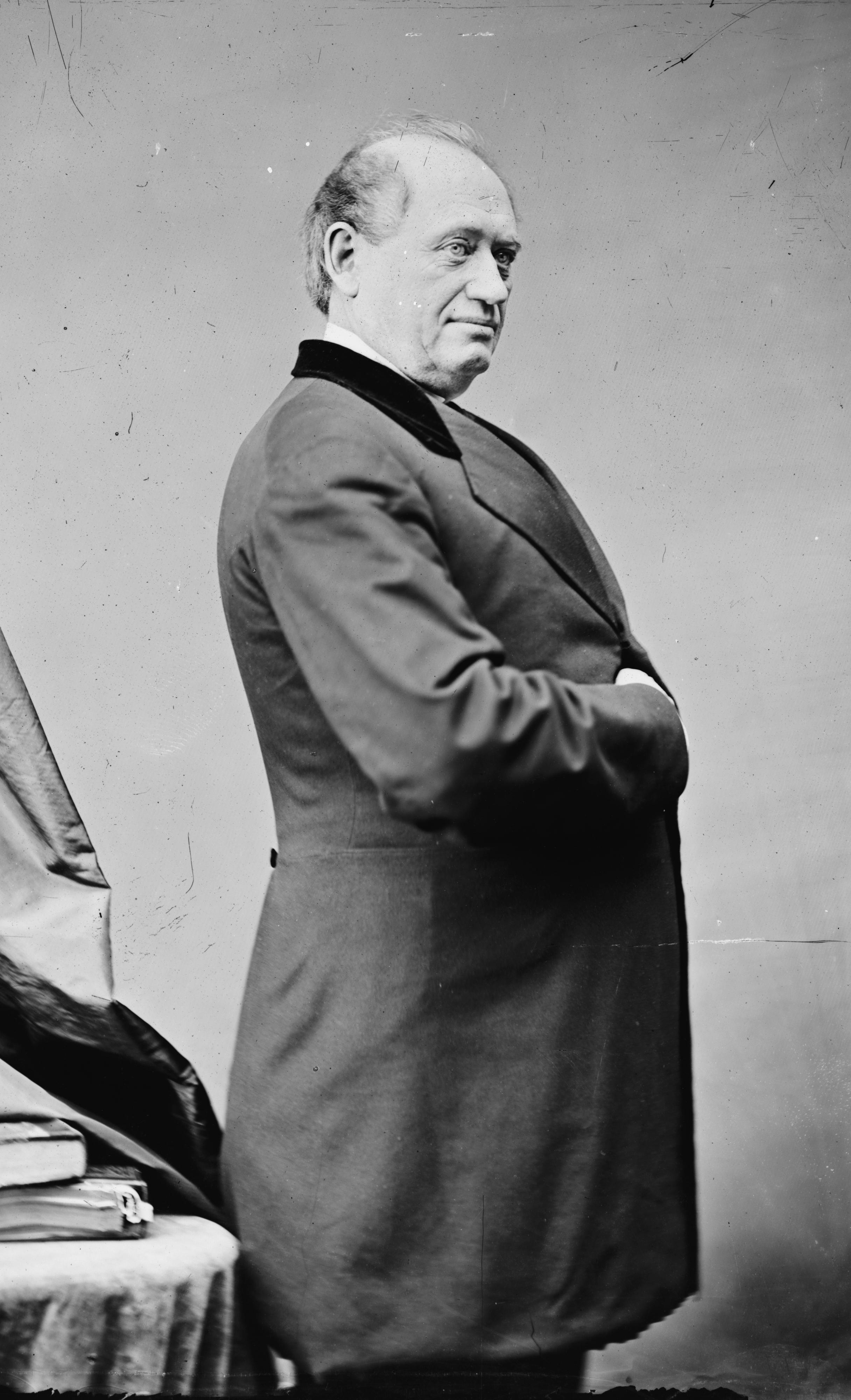
Godlove Stein Orth

Godlove Stein Orth (* 22. April 1817 in Lebanon, Pennsylvania; † 16. Dezember 1882 in Lafayette, Indiana) war ein US-amerikanischer Diplomat und Politiker. Zwischen 1863 und 1882 vertrat er mehrfach den Bundesstaat Indiana im US-Repräsentantenhaus. Von 1875 bis 1876 war er Botschafter der Vereinigten Staaten in Österreich-Ungarn.

## Werdegang
Godlove Orth besuchte zunächst das Gettysburg College. Nach einem anschließenden Jurastudium und seiner im Jahr 1839 erfolgten Zulassung als Rechtsanwalt begann er in Lafayette in diesem Beruf zu arbeiten. Politisch schloss sich Orth damals der Whig Party an. Zwischen 1843 und 1848 saß er im Senat von Indiana. Zwischenzeitlich war er für ein Jahr Präsident dieser Kammer. Bei den Präsidentschaftswahlen des Jahres 1848 war er einer der Wahlmänner des erfolgreichen Whig-Kandidaten Zachary Taylor. Nach der Auflösung seiner Partei schloss sich Orth zunächst der American Party und dann den 1854 gegründeten Republikanern an. Im Frühjahr 1861 war er Delegierter auf einer erfolglosen Konferenz in der Bundeshauptstadt Washington, auf der versucht wurde, den Ausbruch des Bürgerkrieges in letzter Minute zu verhindern. Während des folgenden Krieges war er Hauptmann einer Freiwilligeneinheit im Heer der Union.
Bei den Kongresswahlen des Jahres 1862 wurde Orth im achten Wahlbezirk von Indiana in das US-Repräsentantenhaus in Washington gewählt, wo er am 4. März 1863 die Nachfolge von Albert Smith White antrat. Nach drei Wiederwahlen konnte er bis zum 3. März 1871 vier Legislaturperioden im Kongress absolvieren. Seit 1869 vertrat er dort als Nachfolger von Henry Dana Washburn den siebten Distrikt seines Staates. Zwischen 1863 und 1871 erlebte er als Kongressabgeordneter das Ende des Bürgerkrieges und den Streit zwischen seiner Partei und Präsident Andrew Johnson. In dieser Zeit wurden auch der 13., der 14. und der 15. Verfassungszusatz ratifiziert.
1870 verzichtete Godlove Orth auf eine erneute Kongresskandidatur. Bei den Wahlen des Jahres 1872 kandidierte er dann erfolgreich im damals neugeschaffenen zwölften Wahlbezirk seines Staates. Damit konnte er zwischen dem 4. März 1873 und dem 3. März 1875 eine weitere Legislaturperiode im US-Repräsentantenhaus verbringen. Im Jahr 1874 stellte er sich nicht zur Wiederwahl. Zwischen dem 9. März 1875 und dem 23. Mai 1876 vertrat Orth die Vereinigten Staaten als Botschafter im Kaiserreich Österreich-Ungarn; dort trat er die Nachfolge von John Jay an. Im Jahr 1878 wurde er im neunten Distrikt seines Staates erneut in den Kongress gewählt, wo er am 4. März 1879 Michael D. White ablöste. Nach einer Wiederwahl im Jahr 1880 konnte er dieses Mandat bis zu seinem Tod am 16. Dezember 1882 ausüben. Bei den Wahlen kurz vor seinem Tod war er nicht bestätigt worden. Godlove Orth war verheiratet und hatte drei Kinder.